# Porte des Pierres Dorées
Porte des Pierres Dorées község Franciaország Auvergne-Rhône-Alpes régiójában, Rhône megyében. Új községként 2017. január 1-jén jött létre Pouilly-le-Monial és Liergues község egyesítésével. A korábbi községek egyesülésekor az új község lélekszáma 2965 fő lett.
2019. január 1-jén hozzácsatolták Jarnioux községet is, ekkor az új község lélekszáma 3729 főre emelkedett. Lakosainak száma 4079 fő (2022. január 1.).

## Népesség
| Lakosok száma | 3907 | 3951 | 3975 | 4079 |
|               | 2019 | 2020 | 2021 | 2022 |